# Henschia littoralis
Henschia littoralis är en insektsart som beskrevs av Mitjaev 1967. Henschia littoralis ingår i släktet Henschia och familjen dvärgstritar. Inga underarter finns listade i Catalogue of Life.